# Sutlej (schip, 1907)
SS Sutlej was een stoomschip met een waterverplaatsing van 3.549 ton dat rond 1907 gebouwd werd voor de Nourse Line door Charles Connell & Company Limited uit Glasgow. Het bezat een enkele schroef, drievoudige expansie en een vermogen van 425 pk.
In 1929 werd het schip verkocht aan Sun Shipping Company in Londen en omgedoopt tot Cape St. Francis.

## Migranten
Net als andere Nourse Line-schepen werd het voornamelijk gebruikt voor het vervoer van Indiase contractarbeiders naar de koloniën. Details van enkele van deze reizen zijn als volgt:
| Bestemming   | Datum van aankomst | Aantal passagiers | Sterfgevallen tijdens de reis |
| ------------ | ------------------ | ----------------- | ----------------------------- |
| Suriname     | 22 februari 1908   | n.b.              | n.b.                          |
| Trinidad     | 1 oktober 1908     | 547               | 4                             |
| Brits Guyana | 1909               | n.b.              | n.b.                          |
| Brits Guyana | 1910               | n.b.              | n.b.                          |
| Suriname     | 27 januari 1910    | n.b.              | n.b.                          |
| Fiji         | 25 juni 1911       | 850               | n.b.                          |
| Fiji         | 4 oktober 1911     | 811               | n.b.                          |
| Trinidad     | 14 januari 1912    | 432               | 3                             |
| Fiji         | 27 april 1912      | 857               | n.b.                          |
| Trinidad     | 11 december 1912   | 372               | 5                             |
| Fiji         | 11 april 1913      | 808               | n.b.                          |
| Trinidad     | 23 oktober 1913    | 423               | 1                             |
| Suriname     | 7 januari 1914     | n.b.              | n.b.                          |
| Trinidad     | 13 oktober 1914    | 244               | 1                             |
| Brits Guyana | 1916               | n.b.              | n.b.                          |
| Fiji         | 11 november 1916   | 888               | n.b.                          |